# Edlendorf
Edlendorf ist ein Gemeindeteil der Stadt Helmbrechts im Landkreis Hof (Oberfranken, Bayern). Edlendorf liegt in der Gemarkung Ahornberg.

## Geografie
Das Dorf liegt knapp südlich des linken Ufers des Edlendorfer Baches gegenüber Günthersdorf und bildet zusammen mit diesem Ort ein Zwillingsdorf. Eine Gemeindeverbindungsstraße führt nach Absang zur Kreisstraße HO 25 (1,4 km südlich) bzw. nach Almbranz (2,8 km östlich). Eine weitere Gemeindeverbindungsstraße führt nach Günthersdorf (0,2 km nordwestlich). An der Ostseite des ehemaligen Schulhauses steht eine Kastanie, die als Naturdenkmal ausgezeichnet ist.

## Geschichte
Der Nürnberger Burggraf Friedrich V. hatte Edlendorf im Jahr 1373 käuflich vom Adelsgeschlecht der Sparnecker erworben, wodurch es in den Besitz der Hohenzollern gelangte. Infolgedessen wurde es zu einem Bestandteil des Gerichtsbezirks Münchberg, während das ebenfalls hohenzollernsche Günthersdorf zum Amt Schauenstein gehörte. Über lange Zeit wurde im Tal des Edlendorfer Baches auch Flachs angebaut, der als Edlendorfer Flachs einstmals weltbekannt war.
Gegen Ende des 18. Jahrhunderts bestand Edlendorf aus 23 Anwesen (4 Halbhöfe, 9 Viertelhöfe, 1 Dreiachtelhof, 1 Söldengütlein, 1 Mühle, 7 Tropfhäuser). Die Hochgerichtsbarkeit und die Dorf- und Gemeindeherrschaft stand dem bayreuthischen Stadtrichteramt Münchberg zu. Das Kastenamt Münchberg war Grundherr sämtlicher Anwesen.
Von 1797 bis 1810 unterstand Edlendorf dem Justiz- und Kammeramt Münchberg. Infolge des Ersten Gemeindeedikts wurde Edlendorf dem 1812 gebildeten Steuerdistrikt Ahornberg und der zugleich entstandenen Ruralgemeinde Ahornberg zugewiesen. Im Zuge der Gebietsreform in Bayern wurde Edlendorf am 1. Mai 1978 nach Helmbrechts eingemeindet.

### Baudenkmäler
- Haus Nr. 18: Wohnhaus mit Frackdach vom Anfang des 19. Jahrhunderts[9]
- Haus Nr. 19: ehemalige Mühle, eine zweigeschossige hakenförmige Anlage mit Halbwalmdach aus der ersten Hälfte des 19. Jahrhunderts[9]

ehemalige Baudenkmäler
- Haus Nr. 22: Frackdachhaus, wohl des frühen 19. Jahrhunderts, Erdgeschoss massiv, Obergeschoss verschalt, Tenne angebaut. An der Nordseite Strohdeckung erhalten.[10]
- Haus Nr. 23: Zweigeschossiges, stark erneuertes Satteldachhaus des mittleren 19. Jahrhunderts, Haustür handwerklich geschnitzt.[10]
- Haus Nr. 27: Kleinhaus mit Frackdach, 18./19. Jahrhundert, Erdgeschoss massiv, Obergeschoss verschalt.[10]

### Einwohnerentwicklung
| Jahr      | 001799 | 001812 | 001819 | 001861 | 001871 | 001885 | 001900 | 001925 | 001950 | 001961 | 001970 | 001987 |
| Einwohner | 123    | 161    | 101    | 220    | 193    | 199    | 201    | 176    | 193    | 142    | 108    | 101    |
| Häuser    | 26     | 28     |        |        |        | 30     | 31     | 29     | 28     | 29     |        | 31     |
| Quelle    | [ 12 ] | [ 7 ]  | [ 13 ] | [ 14 ] | [ 15 ] | [ 16 ] | [ 17 ] | [ 18 ] | [ 19 ] | [ 20 ] | [ 21 ] | [ 1 ]  |

## Religion
Edlendorf ist nach St. Martin (Ahornberg) gepfarrt und seit der Reformation evangelisch-lutherisch geprägt.

## Trivia
Am 13. Februar jeden Jahres wird der sogenannten „Schlacht zwischen Edlendorf und Günthersdorf“ gedacht, einer tätlichen Auseinandersetzung, die sich die Dorfbewohner beider Orte geliefert hatten.